# Петрова Галина Костянтинівна
Петро́ва Гали́на Костянти́нівна ( нар. 9 вересня 1920 — пом. 8 грудня 1943)  — санінструктор 386-го окремого батальйону морської піхоти Новоросійської військово-морської бази Чорноморського флоту, головний старшина, Герой Радянського Союзу (1943).

## Біографія
Народилась 9 вересня 1920 року в місті Миколаєві, в будинку № 45 по вулиці Різдвяній. Росіянка. Після закінчення середньої школи вступила на факультет лісового господарства Новочеркаського інженерно-меліоративного інституту Ростовської області. Вийшла заміж за студента Миколаївського кораблебудівного інституту Анатолія Железнова, в 1939 році народила сина.
З початком німецько-радянської війни в 1941 році вступила на курси медичних сестер до Краснодарської фельдшерсько-акушерської школи. Після закінчення курсів працювала в міській лікарні. В березні 1942 року добровільно вступила до лав Червоної армії і була направлена санітарним інструктором до 386-го окремого батальйону морської піхоти Чорноморського флоту, який вів запеклі бої в складі Північно-Кавказького фронту.
В ніч на 1 листопада 1943 року в складі батальйону під сильним мінометно-артилерійським вогнем ворога однією з перших досягла кримського берега в районі селища Ельтіген. Протягом цієї ночі надала першу медичну допомогу і винесла з поля бою понад 20 поранених бійців. В боях на плацдармі перебувала 33 доби. За цей час винесла з поля бою понад 200 важкопоранених червоноармійців. Неодноразово зі зброєю в руках відбивала ворожі атаки.
3 грудня 1943 року була поранена і направлена до медсанбату. Наступного дня загинула, від попадання в будівлю школи, де містився медсанбат, бомби.  Похована в селищі Героївському (колишній Ельтіген).

## Нагороди
Указом Президії Верховної Ради СРСР від 17 листопада 1943 року за зразкове виконання бойових завдань командування та виявлені мужність і героїзм в боях з німецько-фашистськими загарбниками головному старшині Петровій Галині Костянтинівні присвоєно звання Героя Радянського Союзу з врученням ордена Леніна та медалі «Золота Зірка».

## Пам'ять
Рішенням Миколаївського міськвиконкому від 21 лютого 1983 року вулиця 1-а Поперечна перейменована на вулицю Галини Петрової.
В містах Керч та Феодосія (на алеї Героїв-чорноморців) встановлено погруддя героїні.
В Музеї Червонопрапорного Чорноморського флоту в Севастополі знаходиться скульптурне зображення Г. К. Петрової. Її ім'ям названо одну з вулиць міста.